# كريستيان مودي
كريستيان مودي (28 ديسمبر 1983 - ) (بالإنجليزية: Christian Moody)‏ هو لاعب كرة سلة أمريكي في مركز هجوم قوي الجسم. لعب مع Kansas Jayhawks ‏.

## وصلات خارجية
- كريستيان مودي على موقع كلية كرة السلة في سبورتس رفرنس.كوم (الإنجليزية)
- كريستيان مودي على موقع ريلجم (الإنجليزية)
- كريستيان مودي على موقع بروبوليرز (الإنجليزية)